# Neolarnaudia botti
Neolarnaudia botti is een krabbensoort uit de familie van de Potamidae. De wetenschappelijke naam van de soort is voor het eerst geldig gepubliceerd in 1987 door Türkay & Naiyanetr.